# Ludwig Keller
Pour les articles homonymes, voir Keller.
Ludwig Keller (né le 28 mai 1849 à Fritzlar, mort le 9 mars 1915 à Berlin) est un archiviste et historien de la franc-maçonnerie allemand.

## Biographie
Après des études aux universités de Leipzig et de Marbourg, il obtient un doctorat à Marbourg en 1872. Il devient membre de la Marburger Burschenschaft Germania (de). Après une habilitation infructueuse en 1874, il rejoint les archives de Marbourg et s'installe à Münster la même année. De 1881 à 1895, il est le directeur des Archives royales de l'État. En 1895, il vient aux archives d'État secrètes à Berlin, où il reçoit le titre de « conseiller des archives secrètes » en 1900.
En 1897, Keller est accepté dans la loge maçonnique Zur Einigkeit und Standhaftigkeit  à Cassel. En 1899, il vient à la loge Urania zur Unsterblichkeit à Berlin. Il est le grand orateur de la Grande Loge de Prusse (de) dite Royal York pour l'amitié. Au sein de la l'ordre intérieur de cette grande loge, il est « Maître Suprême ».
Keller publie de nombreux écrits sur les sociétés secrètes, les académies, les sociétés linguistiques et sur la Réforme ; en 1891, |il est le fondateur de la Comenius Society. Avec Wilhelm Begemann (de).
La traduction en italien de cette œuvre lui vaut d'être inscrit à l’Index librorum prohibitorum.